# 猴场耳蕨
猴场耳蕨（学名：Polystichum houchangense）为鳞毛蕨科耳蕨属下的一个种。

## 扩展阅读
維基物種上的相關：猴场耳蕨